# Нана-Мамбере
Нана̀-Мамберѐ (на френски: Nana-Mambéré) е една от 14-те административни префектури на Централноафриканската република. Разположена е в западната част на страната и граничи с Камерун. Площта на префектурата е 26 600 km², а населението е около 185 000 души (2003 г.). Гъстотата на населението в Нана-Мамбере е около 7 души/km². Столица на префектурата е град Буар.